# Alcis pseudoconversaria
Alcis pseudoconversaria är en fjärilsart som beskrevs av Raubel. Alcis pseudoconversaria ingår i släktet Alcis och familjen mätare. Inga underarter finns listade i Catalogue of Life.